# Анна Сабина фон Шлезвиг-Холщайн-Зондербург
Анна Сабина фон Шлезвиг-Холщайн-Зондербург (на немски: Anna Sabina von Schleswig-Holstein-Sonderburg; * 7 март 1593, Зондербург, Дания; † 18 юли 1659, Леонберг, Баден-Вюртемберг) от Дом Олденбург, е принцеса от Шлезвиг-Холщайн-Зондербург и чрез женитба херцогиня на Вюртемберг-Вайлтинген.

## Живот
Дъщеря е на херцог Йохан фон Шлезвиг-Холщайн-Зондербург (1545 – 1622) и втората му съпруга принцеса Агнес Хедвиг фон Анхалт (1573 – 1616), вдовица на курфюрст Август Саксонски (1526 – 1586), дъщеря на княз Йоахим Ернст от Анхалт. Внучка е на крал Кристиан III от Дания и Доротея фон Саксония-Лауенбург-Ратцебург.
Анна Сабина се омъжва на 11 декември 1618 г. в Зондербург за херцог Юлиус Фридрих фон Вюртемберг-Вайлтинген (1588 – 1635), третият син на херцог Фридрих I фон Вюртемберг (1557 – 1608) и съпругата му Сибила фон Анхалт (1564 – 1614). След битката при Ньордлинген (1634) цялата вюртембергска херцогска фамилия бяга в Страсбург, където нейният съпруг умира на следващата година. Тя умира на 18 юли 1659 г. в Леонберг на 66 години.

## Деца
Анна Сабина и Юлиус Фридрих имат девет деца:
- Родерих (1618 – 1651), херцог на Вюртемберг-Вайлтинген
- Юлия Фелицитас (1619 – 1661)

∞ 1640 херцог Йохан фон Шлезвиг-Холщайн-Готорп (1606 – 1655)
- Силвиус I Нимрод (1622 – 1664), херцог на Вюртемберг-Юлиусбург

∞ 1647 принцеса Елизабет Мария фон Мюнстерберг-Оелс (1625 – 1686)
- Флориана Ернестине (1623 – 1672)

∞ 1657 граф Фридрих Крафт фон Хоенлое-Пфеделбах (1623 – 1681)
- Фаустина Мариана (1624 – 1679)
- Манфред I (1626 – 1662), херцог на Вюртемберг-Вайлтинген

∞ 1652 графиня Юлиана фон Олденбург (1615 – 1691)
- Юлиус Перегринатиус (1627 – 1645)
- Суено Мартиалис Еденолф (1629 – 1656)
- Амадея Фредония (1631 – 1633)